# Paradise (cocktail)
Il Paradise è un all day cocktail a base di gin e apricot brandy e succo d'arancia. Fa parte della lista dei cocktail riconosciuti ufficialmente dall'IBA.

## Composizione
- 3,5 cl di gin
- 2 cl di brandy all'albicocca (apricot brandy)
- 1,5 cl di succo d'arancia

## Preparazione
Riempire una coppetta da cocktail con del ghiaccio per raffreddarla. Riempire di ghiaccio uno shaker, togliervi l'acqua in eccesso, poi aggiungervi 3,5 cl di gin, 2 cl di brandy all'albicocca e 1,5 cl di succo d'arancia fresco ed agitare bene. Filtrare il contenuto dello shaker nella coppetta da cocktail svuotata del ghiaccio. Servire senza cannuccia.